# Jorge Moragas
Jorge Moragas Sánchez (ur. 21 czerwca 1965 w Barcelonie) – hiszpański i kataloński polityk, urzędnik państwowy oraz dyplomata, poseł do Kongresu Deputowanych, dyrektor gabinetu premiera Hiszpanii.

## Życiorys
Absolwent prawa na Uniwersytecie Barcelońskim, ukończył również stosunki międzynarodowe. Kształcił się następnie na Université de Tours we Francji oraz na Drew University w Stanach Zjednoczonych. Od 1995 pracował jako doradca ds. protokołu dyplomatycznego w urzędzie premiera Hiszpanii. W latach 1998–2002 był dyrektorem gabinetu sekretarza generalnego urzędu premiera. Został następnie etatowym działaczem Partii Ludowej, obejmując funkcję jej sekretarza wykonawczego do spraw międzynarodowych.
W 2004 po raz pierwszy wybrany w skład Kongresu Deputowanych. Z powodzeniem ubiegał się o reelekcję w wyborach w 2008, 2011, 2015 oraz 2016. W 2011 Mariano Rajoy powołał go na stanowisko dyrektora gabinetu premiera (w randze sekretarza stanu); funkcję tę pełnił do 2017. W 2015 i 2016 był równocześnie dyrektorem kampanii wyborczych swojego ugrupowania.
W 2017 mianowany stałym przedstawicielem Hiszpanii przy ONZ, w 2018 został natomiast ambasadorem na Filipinach.
Odznaczony Legią Honorową III klasy (2016).